# Steak (album)
Pour les articles homonymes, voir Steak (homonymie).
Steak : Music from the Motion Picture est la bande originale du film Steak de Mr. Oizo. Sébastien Tellier et SebastiAn ont collaboré aux compositions.

## Liste des titres
| 1.    | Arrival             | SebastiAn                    | 0:59 |
| 2.    | Skatesteak          | Mr. Oizo                     | 2:10 |
| 3.    | Chivers as a Female | Sébastien Tellier & Mr. Oizo | 2:15 |
| 4.    | Chuck               | Mr. Oizo                     | 0:34 |
| 5.    | Letrablaise         | SebastiAn                    | 0:57 |
| 6.    | Ringardos           | Mr. Oizo                     | 2:11 |
| 7.    | Stadium             | Sébastien Tellier            | 1:39 |
| 8.    | Itea                | SebastiAn                    | 2:04 |
| 9.    | Plug It             | Sébastien Tellier & Mr. Oizo | 2:45 |
| 10.   | X Schmidt           | Mr. Oizo                     | 1:05 |
| 11.   | Hashis Vers         | Sébastien Tellier & Mr. Oizo | 2:00 |
| 12.   | Blue Wet Shirt      | Mr. Oizo                     | 0:42 |
| 13.   | Victimo             | SebastiAn                    | 1:27 |
| 14.   | Top 50              | Sébastien Tellier & Mr. Oizo | 2:02 |
| 15.   | Exploites           | Sébastien Tellier            | 3:06 |
| 16.   | C.H.I.V.E.R.S.      | Mr. Oizo                     | 2:04 |
| 17.   | Bonhomme            | Mr. Oizo                     | 2:32 |
| 18.   | Toizelle            | Sébastien Tellier & Mr. Oizo | 2:11 |
| 19.   | Kinder              | SebastiAn                    | 0:47 |
| 20.   | Bleue               | Mr. Oizo                     | 2:24 |
| 21.   | Construction        | Sébastien Tellier & Mr. Oizo | 0:56 |
| 36:50 |                     |                              |      |

Le titre Letrablaise utilise un sample de Marie Laforêt. Le Mal d'aimer et s'inspire librement de la lettre à Élise.